# Fiskebäcks museum
Fiskebäcks Museum och Café är ett fiskemuseum som ligger i Fiskebäcks hamn i Göteborg. Det invigdes i maj 1999 och drivs i nära samarbete mellan Fiskebäcks Egnahems- och Kulturförening och Fiskebäcks Museum/verkstad & Café.